# Gutor
Gutor vagy Gútor (szlovákul Hamuliakovo, korábban Gutora vagy Gutor, németül Gutern) község Szlovákiában, a Pozsonyi kerületben, a Szenci járásban.

## Fekvése
Pozsony központjától 18 km-re délkeletre, a Duna bal partján fekszik.

## Élővilága
A faluban egy különálló faoszlopon, fészekalátéten volt gólyafészek. Fészkelésről nincs adat. 1904-ben Kunszt Károly lőtt egy példány Laposcsőrű víztaposót, ami ritka vendég a Kárpát-medencében.

## Története
1244-ben említik először. A helyi nemes Gutori család birtoka volt. A 13-14. században három Gútor nevű település létezett: Nagygutor vagy Egyházgutor, Kisgútor és Gútorszeg. Kisgútor később elnéptelenedett és pusztává vált, Gútorszeg pedig a Duna áradásai során pusztult el.
Vályi András szerint "GUTOR. Gutern. Nemes magyar falu Posony Vármegyében, földes Urai G. Szapáry 68Uraság, és mások, lakosai katolikusok, és reformátusok, fekszik Duna vize mellett, melly miatt majd minden esztendőben sok károkat vall, Somorjával határos, szántó földgyei két időre vannak fel osztva, de igen kevesek, többnyire fából, ’s szénából gazdálkodnak, halászattya hasznos; második Osztálybéli." 
Fényes Elek szerint "Guthor, magyar falu, Pozson vmegyében, az öreg Duna mellett, ut. p. Somorjához 1/2 órányira: 452 kath., 6 evang., 12 zsidó lak., több közbirtokos urak csinos lakházaival. Szántófölde közép termékenységü; rétje elég; malmok a Dunán; de fő gazdagsága gyönyörü tölgy-, s cserfa erdejében áll. F. u. gr. Szapáry, Késmárky, Zsidó, Naszvady, Szmrtnik, s m. t. nemesek."
A trianoni békeszerződésig Pozsony vármegye Somorjai járásához tartozott. 1921-ben a faluban földművestüntetés volt. 1948-ban a község nevét megváltoztatták és Martin Hamuljak (1789-1859) szlovák hazafiról, lapszerkesztőről, a szlovák nyelv propagátoráról nevezték el.
1946-ban az elsők között innét deportáltak magyarokat Csehországba.

## Népessége
| Év:            | 1994. | 2004.    | 2014.    | 2024.    |
| -------------- | ----- | -------- | -------- | -------- |
| Emberek száma: | 778   | 1108     | 1674     | 3036     |
| Eltérés:       |       | +42,41 % | +51,08 % | +81,36 % |

| Év:            | 2023. | 2024.   |
| -------------- | ----- | ------- |
| Emberek száma: | 2927  | 3036    |
| Eltérés:       |       | +3,72 % |

Gútor  színtiszta magyar csallóközi település volt, a második világháború utáni kitelepítésekig. 1960-ban a Pozsony-vidéki járáshoz csatolták, de aztán később a falu végül a Szenci járáshoz került a Mečiar kormány ideje alatt, elszakítva a települést a természetes, felső-csallóközi szálaitól.
Az utolsó 2001-es népszámlálás még mindig magyar többséget mutatott ki a faluban, de azóta már a nemzetiségi arány a szlovákság javára billent. Néhány éve telket vásárolt alkalmazottai számára a Slovnaft néhány más pozsonyi céggel együtt, hogy a megvásárolt telkeken új lakóparkot építsen, és a lakópark lakásaiba 95 százalékban pozsonyi, vagy a fővárosba más szlovák vidékekről érkező szlovák költözött. Ráadásul az önkormányzatnak 2008 szeptemberében  a magyar iskolát is be kellett zárnia, mert három évre visszatekintve egyre csökkent a magyar gyerekek száma (3–2–1), miközben négy-öt gyereket szlovák iskolába adtak a magyar szülők.
1880-ban 675 lakosából 598 magyar, 32 német, 3 szlovák, 8 egyéb anyanyelvű, 4 idegen és 30 csecsemő volt. Ebből 659 római katolikus, 6-6 zsidó és evangélikus és 4 református vallású volt.
1910-ben 603 lakosából 592 magyar, 10 német és 1 szlovák anyanyelvű volt.
1991-ben 768 lakosából 533 magyar volt.
2001-ben 945 lakosából 525 magyar és 401 szlovák volt.
2011-ben 1438 lakosából 894 szlovák, 504 magyar és 24 ismeretlen nemzetiségű volt.
2021-ben 2568 lakosából 531 (+42) magyar, 2 (+4) cigány, 2 (+5) ruszin, 1910 (+49) szlovák, 72 (+7) egyéb és 51 ismeretlen nemzetiségű volt.

## Neves személyek
- Itt hunyt el 1884. február 4-én Czilchert Róbert orvos, a francia akadémia és több más tudós társaság tagja.

## Nevezetességei

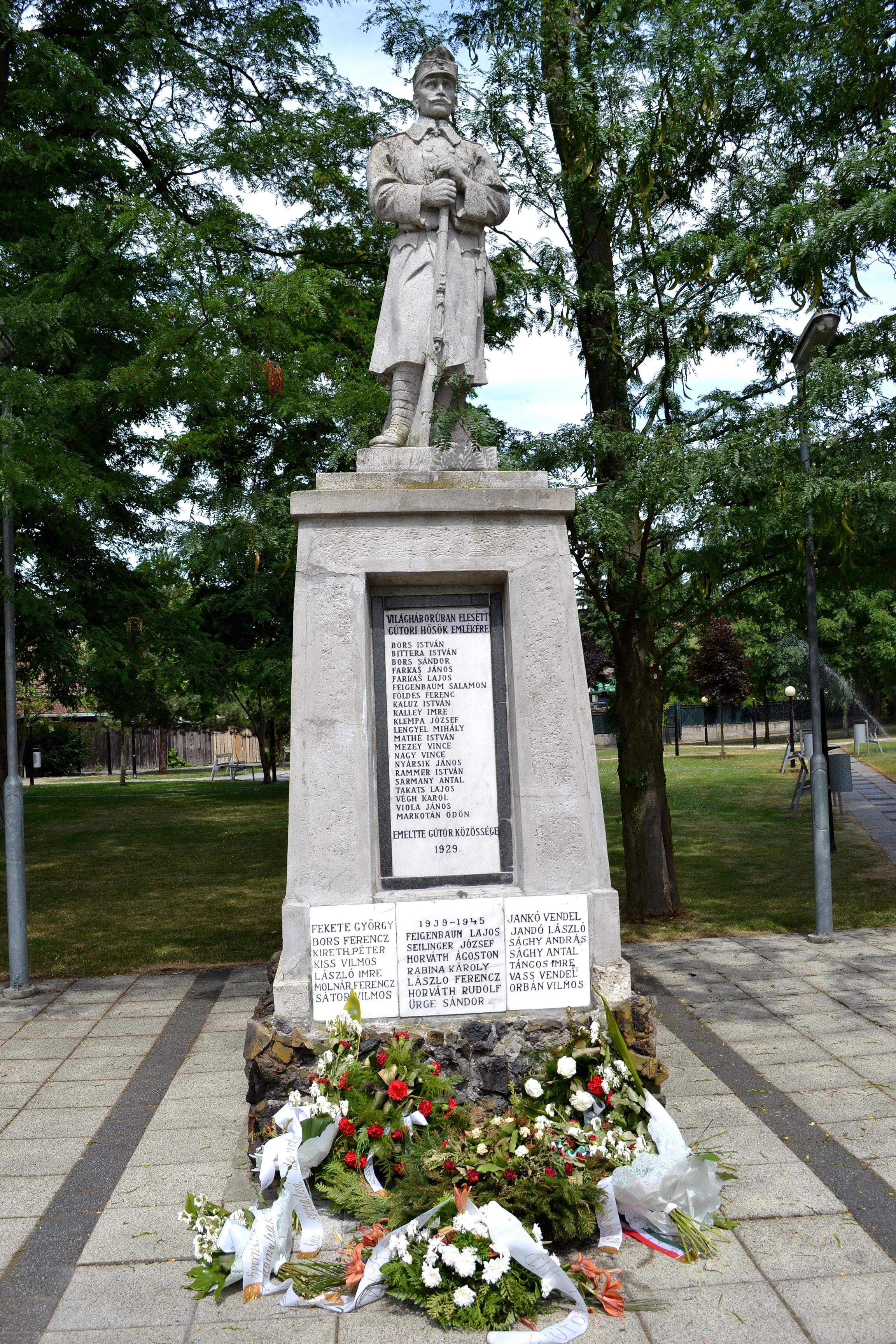
Első világháborús emlékmű, a pozsonyi vashonvéd másolata

- A Szent Kereszt tiszteletére szentelt római katolikus temploma a 13. században épült román stílusban. Ferde, kúp alakú tornyát gótikus fiatornyok díszítik. A torony a Duna áradásai miatt ferdült el. 13. és 15. századi freskói vannak, melyeket 1979 és 1981 között bontottak ki.
- Szent Dónát, a falu védőszentjének szobra 1770-ben készült.
- Népi parasztházak a 19. század végéről.
- A községben két régi nemesi kúria található.
- Határában terül el a Körtvélyesi víztározó.
- Az első világháborúban elesett helybéli hősök emlékművét 1929-ben emelték. Szoboralakja, egy  puskájára támaszkodó honvéd, Rigele Alajos alkotása, amely a szobrászművész egy korábbi alkotásának, a pozsonyi vashonvédnek mása.[12]